# Tatiane Sacilotti
Tatiane Sacilotti dos Santos Camargo (* 10. Februar 1986) ist eine ehemalige brasilianische Fußballschiedsrichterassistentin.
Von 2016 bis 2019 stand sie auf der Liste der FIFA-Schiedsrichter und leitete internationale Fußballpartien.
Sacilotti war unter anderem Schiedsrichterassistentin bei der U-17-Weltmeisterschaft 2016 in Jordanien, beim Algarve-Cup 2017, bei der U-20-Weltmeisterschaft 2018 in Frankreich und bei der Weltmeisterschaft 2019 in Frankreich, bei der sie als Assistentin von Edina Alves Batista zusammen mit Neuza Back insgesamt vier WM-Spiele leitete.